# Nothobranchius orthonotus
Nothobranchius orthonotus är en art av årstidsfisk som lever i Malawi, Moçambique, Sydafrika och Zimbabwe. Hanarna kan bli upp till 10 cm långa och hör därmed till de allra största i släktet. Honorna blir något mindre. Arten populär bland akvarister som specialiserat sig på äggläggande tandkarpar ("killifiskar"), som föder upp dem i akvarier.

## Akvarieförhållanden
Som flertalet andra äggläggande tandkarpar kan arten hållas i akvarium som rymmer omkring 50 liter. Hannarna är aggressiva mot andra hanar av samma art, och ibland mot hanar i andra arter inom samma släkte. Arten kan hållas tillsammans med andra tropiska och subtropiska fiskar med ungefär samma storlek.

## Uppfödning
Denna årstidsfisk gräver ner äggen i bottenmaterialet varefter äggen behöver en 3–5 månader lång diapaus i lätt fuktigt material – gärna torv – innan de åter läggs ner i vatten, och kläcks. Äggen överlever inte utan denna period av relativ torka, utan dör efter ett par veckor om de förvaras i vatten.